# لاکلین مونرو
لاکلین مونرو (انگلیسی: Lochlyn Munro؛ زادهٔ ۱۲ فوریهٔ ۱۹۶۶) بازیگر اهل کانادا است. وی از سال ۱۹۸۷ میلادی تاکنون مشغول فعالیت بوده‌است.

## گزیدهٔ آثار

### سینما
- سرزمین فردا (۲۰۱۵)
- سپیده‌دم سوار (۲۰۱۲)
- به نام پادشاه ۲: دو جهان (۲۰۱۱)
- سمی (۲۰۱۰)
- اجازه دهید بازی شروع شود (۲۰۱۰)
- مرد کوچک (۲۰۰۶)
- دختران سفیدپوست (۲۰۰۴)
- فردی علیه جیسون (۲۰۰۳)
- استتار (۲۰۰۱)
- کوین شمال (۲۰۰۱)
- دراکولا ۲۰۰۰ (۲۰۰۰)
- پیچ‌خورده (۲۰۰۰)
- دوئت (۲۰۰۰)
- فیلم ترسناک (۲۰۰۰)
- بتن آسفالتی (۲۰۰۰)
- شبی در راکسبری (۱۹۹۸)
- مرد مرده در محوطه دانشگاه (۱۹۹۸)
- ولتاژ بالا (۱۹۹۷)
- ترنسرها ۴ (۱۹۹۴)
- ترنسرها ۵ (۱۹۹۴)
- هر چیزی برای عشق (۱۹۹۳)
- نابخشوده (۱۹۹۲)
- بازآیند (۱۹۹۱)
- فرار (۱۹۹۱)

### تلویزیون
- ریوردیل (از ۲۰۱۷)
- استخوان‌ها (۲۰۱۴)
- مهره سوخته (۲۰۱۳)
- منتالیست (۲۰۱۳)
- اسمالویل (۲۰۰۶)
- علف (۲۰۰۵)
- ان‌سی‌آی‌اس (از ۲۰۰۵)
- سی‌اس‌آی: میامی (از ۲۰۰۵)
- سی‌اس‌آی (۲۰۱۵–۲۰۰۰)
- افسون‌شده (۲۰۰۰–۱۹۹۹)